# Gmina Šamac
Gmina Šamac (serb. Општина Шамац / Opština Šamac) – gmina w Bośni i Hercegowinie, w Republice Serbskiej. W 2013 roku liczyła 16 308 mieszkańców.